# Brande-Hörnerkirchen
Brande-Hörnerkirchen è un comune di 1 664 abitanti dello Schleswig-Holstein, in Germania.
Appartiene al circondario (Kreis) di Pinneberg (targa PI) ed è parte della comunità amministrativa (Amt) di Hörnerkirchen.